# Водневский, Николай Александрович

Никола́й Алекса́ндрович Водне́вский (15 февраля 1922, Боровка, Брянская область, Россия — 4 сентября 2008, Сакраменто, Калифорния) — христианский поэт и прозаик. Основатель-редактор христианской газеты «Наши дни».
Родился в России, в Брянской области, в деревне Боровка Новозыбковского уезда.
Во время Второй мировой войны попал в плен в Германию. В конце 1950 года эмигрировал с семьей в США. В течение 24 лет работал электриком на консервном заводе «Кэмпбелл Суп». Член Церкви евангельских христиан-баптистов. Пастор Церкви евангельских христиан-баптистов.
Известный христианский поэт и прозаик. Автор многочисленных сборников христианских стихов и прозы. Работал на радиостанции, основанной миссией «Свет на Востоке» (г. Корнталь, Германия).
В 1974 году основал и стал главным редактором издаваемого миссией «Свет на Востоке» журнала «Вера и жизнь». Основатель и ответственный редактор газеты «Наши дни», издаваемой Тихоокеанским объединением славянских евангельских христиан-баптистов (г. Сакраменто, шт. Калифорния, США).
Автор многих книг. Проживал в г. Сакраменто (шт. Калифорния, США). Скончался 4 сентября 2008 года, на 87-м году жизни.
Издательство газеты «Наши дни», миссия «Свет на Востоке» и другие издания в Аргентине, России и Украине неоднократно издавали книги Н.А. Водневского: «Хочу знать», «Небесная лестница», «Золотые колосья», «Синие дали», «Слава Богу», «Лицом к свету», «Вчера и сегодня», «Жизнь, как она есть», «Дорогой к свету» и др., а также много брошюр.
Николай Александрович также принимал участие и сотрудничал с миссией «Слово к России», где записывал свои произведения на диски и кассеты. Записано более двух тысяч радиопередач, которые разные радиостанции передавали на бывший Союз Советских Социалистических Республик. Со своим служением он посетил много городов в США, Канаде, Австралии и странах Европы.